# Rickea Jackson
Pour les articles homonymes, voir Jackson.
Rickea Jackson est une joueuse de basket-ball professionnelle américaine née le 16 mars 2001 à Détroit dans le Michigan.
Elle évolue pour les Sparks de Los Angeles qui l'ont sélectionnée en quatrième position de la Draft 2024.
En janvier 2025, elle prend part à la première saison de la ligue de basket-ball à trois à Miami, Unrivaled. 

## Biographie

### Jeunesse et études
Rickea Jackson naît le 16 mars 2001 à Détroit dans le Michigan.  

### Carrière professionnelle

#### WNBA
Rickea Jackson est sélectionnée en quatrième position de la Draft WNBA 2024 par les Sparks de Los Angeles,. Elle est le second choix de la franchise californienne qui sélectionne Cameron Brink en deuxième, derrière Caitlin Clark. Elle s'engage le 19 avril 2024 pour quatre ans, en signant un contrat de 338 056 dollars.
Elle termine la première saison avec 535 points inscrits, ce qui en fait la seconde rookie la plus prolifique de l'histoire des Sparks derrière Candace Parker. 
Elle s'engage en juillet 2024 avec la marque de chaussures Skechers. Elle est la première joueuse de WNBA a signer un contrat avec l'équipementier.

#### Unrivaled
Le 3 septembre 2024, la nouvelle ligue de basket-ball à trois, Unrivaled, annonce la participation de Rickea Jackson à sa première saison en janvier 2025.
Cette ligue a été créée par Breanna Stewart et Napheesa Collier. Elle réunit trente-six joueuses réparties en six équipes et les matchs ont lieu à Miami. Rickea Jackson est la 18e joueuse révélée. Elle évolue pour le Mist Basket Club entraîné par Phil Handy. 